# کینکید (ویرجینیای غربی)
کینکید(به انگلیسی: Kincaid) شهری در ایالت ویرجینیای غربی کشور ایالات متحده آمریکا است که جمعیت آن در سرشماری سال ۲۰۱۰ میلادی، ۲۶۰ نفر بوده‌است.